# Exellia scamnopetala
Exellia es un género monotípico de lianas, perteneciente a la familia de las anonáceas. Su única especie:  Exellia scamnopetala (Exell) Boutique, es originaria de África occidental.

## Descripción
Es una liana que alcanza un tamaño de 12-15 m de longitud; con los tallos de 3-5 cm de grueso. Se encuentra en la selva tropical de África Occidental, en Angola, República Democrática del Congo, Gabón y Camerún.

## Taxonomía
Exellia scamnopetala fue descrita por (Exell) Boutique y publicado en Bulletin du Jardin Botanique de l'État 21: 118, en el año 1951.
Sinonimia
- Popowia scamnopetala Exell basónimo[4]